# Elliott Ward
Pour les articles homonymes, voir Ward.
Elliott Leslie Ward (né le 19 janvier 1985 à Harrow, en Angleterre) est un footballeur anglais évoluant au poste de défenseur au Chelmsford City

## Biographie
Elliott Ward joue 16 matchs en Premier League : 4 avec West Ham et 12 sous les couleurs de Norwich City.
Le 9 septembre 2015, il est prêté à Huddersfield Town.
Le 20 janvier 2016, il rejoint Blackburn Rovers.
Le 30 janvier 2018, il est prêté à Milton Keynes Dons.
Le 3 septembre 2018, il rejoint Notts County.

## Palmarès
- AFC Bournemouth
  - Football League Championship (D2)
    - Champion : 2015